# Platforma pro sociální bydlení
Platforma pro sociální bydlení je uskupením nevládních neziskových organizací, odborníků a zástupců veřejnosti věnujících se tématu sociálního bydlení a lidských práv. Organizace vznikla v roce 2013 jako volné sdružení organizací a jednotlivců semknutých kolem tématu sociálního bydlení. V současnosti[kdy?] je Platforma pro sociální bydlení právní formou zapsaný spolek a sdružuje více než sto členů (jednotlivců i organizací). Aktuální seznam členů je k dispozici na webových stránkách organizace. Platforma je držitelem ocenění Nadace výboru dobré vůle Olgy Havlové 2018 a ceny SocialMarie Prize for Social Innovation 2018.

## Činnost
Cílem Platformy je vznik a rozvoj takového systému sociálního bydlení, který ukončuje bezdomovectví a vyloučení z bydlení. Platforma pomáhá místním samosprávám a neziskovým organizacím ukončovat bezdomovectví a podporovat a aplikovat koncept Housing First v regionech. Organizace dále prosazuje přijetí zákona o sociální bydlení, monitoruje politická rozhodnutí a jejich dopad na osoby v bytové nouzi a přenáší odborné poznatky a dobrou praxi ze zahraničí do českého kontextu.[zdroj?]

### Rapid Re-Housing
Začátkem roku 2015 byla Platforma pozvána vedením města Brno, aby ve spolupráci s dalšími aktéry vedla přípravy progresivní koncepce sociálního bydlení, která by postupně ukončila bezdomovectví rodin i jednotlivců v Brně. Výsledkem spolupráce Platformy a města Brna se stal pilotní projekt rychlého zabydlení 50 rodin s dětmi z ubytoven a azylových domů do městských bytů - Rapid Re-Housing. Těmto rodinám byla poskytována intenzivní sociální podpora nevládní organizací IQ Roma Servis za metodického vedení holandskou neziskovou organizací HVO Querido, která pracuje s lidmi bez domova přístupem Housing First v Amsterdamu.[zdroj?]

### Kampaň Mít svůj domov
Kampaň byla spuštěna na počátku roku 2017 s výzvou, aby byl zákon o sociálním bydlení přijat do konce volebního období tehdejší poslanecké sněmovny. K výzvě se připojilo 111 organizací, podpořila ji řada významných osobností veřejného života a odborníků a pod petici se podepsalo přes 3500 lidí. Téma se podařilo dostat do stovek článků a několika televizních reportáží a tedy k milionům čtenářů a diváků. Zákon byl vládou přijat, ale neprošel schvalovacím procesem v Poslanecké sněmovně Parlamentu ČR. Poprvé v historii ČR se tak ale dostal do prvního čtení a do povědomí široké veřejnosti. Kampaň má vlastní webové stránky mitsvujdomov.cz.[zdroj?]

### Ukončování bezdomovectví
V rámci projektu Posílení znalostní základny samospráv pro snižování a ukončování bezdomovectví probíhajícího od května 2017 do dubna 2020 realizovala Platforma pro sociální bydlení ve spolupráci s organizací R–Mosty a Sociologickým ústavem Akademie věd aktivity vedoucí ke zvyšování efektivity řešení bytové nouze na úrovni místních samospráv. Hlavním výstupem projektu je web ukoncovani-bezdomovectvi.cz a příručka s názvem Systémové řešení bytové nouze rodin a jednotlivců na úrovni obcí, která je dostupná na webu i v tištěné podobě. Příručka přináší ucelený praktický návod a podporu, jak řešit bytovou nouzi na svém území. Je určena především pro úředníky, politiky a sociální pracovníky, kteří řeší bytovou nouzi ve své každodenní pracovní agendě. Kniha je rozdělena do 4 hlavních kapitol:
- Jak efektivně řešit bytovou nouzi
- Co je to obecní integrovaný systém
- Jak se vydat cestou změny
- Nástroje pro řešení bytové nouze

V rámci projektu byla vytvořena také Síť partnerství, v které se dosud pravidelně potkávají zástupci obcí řešící bytovou nouzi na svém území.

### Podzimní škola Housing First a další vzdělávací aktivity
Od roku 2018 pravidelně každé září probíhá čtyřdenní vzdělávací kurz určený pro zástupce měst či neziskových organizací, kteří se podílejí na zabydlování klientů v programech Housing First. V rámci školení se účastníci seznamují s principy Housing First, připravují se na a sdílejí nejčastější komplikace při zabydlování a jsou dále školeni v tom, jaká specifika obnáší sociální práce v domácnostech ohrožených ztrátou bydlení. Na kurzu pravidelně vystupují zahraniční hosté a se svými zkušenostmi s prací s lidmi ohrožených ztrátou bydlení.[zdroj?]
Poradci Platformy pro sociální bydlení předávají své zkušenosti a know-how také na dalších tematicky zaměřených jednodenních či vícedenních školeních, např. k dávkovému systému či k problematice osamělosti u klientů Housing First.[zdroj?]
V rámci projektu Podpora sociálního bydlení, který realizuje Ministerstvo práce a sociálních věcí, se Platforma pro sociální bydlení podílí také na přípravě série webinářů na téma Housing First a sociálního bydlení.[zdroj?]
Vzdělávací aktivity a materiály organizace jsou často vytvářeny ve spolupráci nebo za účasti zahraničních partnerů a spřátelených organizací z Nizozemska, Španělska, Francie či Maďarska.[zdroj?]

### Prosazování zákona o sociálním bydlení
Jednou z klíčových činností Platformy pro sociální bydlení je od počátku jejího vzniku prosazování zákona o sociálním bydlení. Pro tento účel organizace vypracovala také desatero principů pro přípravu zákona, které by měl podle zástupců organizace zákon obsahovat:[zdroj?]
1. Systém prevence ztráty bydlení zajistí, že se lidé neocitnou v bytové nouzi
2. Na sociální bydlení budou mít nárok lidé v bytové nouzi, přednostně ti nejohroženější
3. Sociální bydlení bude poskytováno lidem v bytové nouzi, ne za odměnu nebo zásluhu, ale protože bydlení potřebují
4. Stát zajistí finance obcím, obce zajistí bydlení lidem v bytové nouzi
5. Sociální bydlení bude zajišťováno výhradně ve standardních bytech
6. Kvalita poskytovaných bytů bude pod veřejnou kontrolou
7. Kvalitní podpora, zejména sociální práce, bude dostupná těm, kdo ji potřebují. Nikoliv nucena všem, nehledě na to, zda ji potřebují
8. Bydlení bude lidem v bytové nouzi poskytováno, dokud jej budou potřebovat
9. Sociální bydlení bude rozptýlené v rámci běžné zástavby a mimo vyloučené lokality
10. Náběh systému bude mít realistický harmonogram

Každou předloženou verzi zákona zástupci organizace podle desatera vyhodnocují a výsledky dále prezentují v médiích a diskutují s politiky.

### Analytická a konzultační činnost

#### Zpráva o vyloučení z bydlení za rok 2018
Platforma ve spolupráci s organizací Lumos zpracovala Zprávu o vyloučení z bydlení jako výsledek šestiměsíčního intenzivního sběru a analyzování dat z dávkových systémů, dat získaných od desítek obcí na základě žádosti podle zákona o svobodném přístupu k informacím, údajů o tisících klientů největších poskytovatelů sociálních služeb v ČR (Armáda Spásy, Naděje, Slezská diakonie, Člověk v tísni) a dat ze sčítání domácností bez domova v Brně a Liberci.[zdroj?]
Unikátní výzkumná zpráva přináší podrobný vhled to toho, kolik lidí je v České republice vyloučeno z normálního bydlení a přežívá v závažné bytové nouzi. Zpráva obsahuje:
- Kolik domácností se nachází v závažné bytové nouzi.
- Které části České republiky jsou závažnou bytovou nouzí nejvíce zasaženy.
- Kolik domácností se každoročně dostává do bytové nouze.
- Jak vypadá situace ve 25 městech, ve kterých žije téměř polovina ze všech rodin v bytové nouzi v ČR.
- Co může být příčinou dramatického poklesu v počtu vyplacený doplatků na bydlení v posledních třech letech.
- Z jakých zdrojů dat zpráva vychází a jaké metody výpočtu jsou uplatňovány.[7]

#### Konzultace
Členové realizačního týmu Platformy téma sociálního bydlení a zabydlování klientů pravidelně konzultují s realizátory projektů z výzvy č. 108 programu OP Zaměstnanost ESF i s dalšími zájemci z řad neziskových organizacích, obcí a orgánů státní správy.[zdroj?]